# Castrillo de Duero
Castrillo de Duero – gmina w Hiszpanii, w prowincji Valladolid, w Kastylii i León, o powierzchni 25,8 km². W 2011 roku gmina liczyła 144 mieszkańców.